# منتخب إيطاليا لسباعيات الرغبي
منتخب إيطاليا الوطني لسباعيات الرغبي (بالإيطالية: Nazionale di rugby a 7 maschile dell'Italia)‏ هو ممثل إيطاليا الرسمي في المنافسات الدولية في سباعيات الرغبي .

## وصلات خارجية
- الموقع الرسمي